# Île du Gros Mécatina
L'île du Gros Mécatina est située en Basse-Côte-Nord dans la Côte-Nord au Québec (Canada).

## Description
L'île du Gros Mécatina est deux fois et demi plus petite que l'île du Petit Mécatina. Les termes « Gros » et « Petit » viennent des noms des anciens postes de traite établis à cet endroit. L'île fait partie de la municipalité de Gros-Mécatina.

## Toponymie
Le nom « Mécatina » vient du montagnais makatinau qui signifie « c'est une grosse montagne ». L'île a déjà porté le nom de Great Mecatina. Le nom provient des collines de Mécatina, qui occupent l'arrière-pays de Mutton Bay.